# Apterostigma urichii
Apterostigma urichii är en myrart som beskrevs av Auguste-Henri Forel 1893. Apterostigma urichii ingår i släktet Apterostigma och familjen myror. Inga underarter finns listade.